# Antonín Janoušek

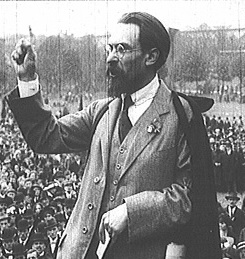
Antonín Janoušek

Antonín Janoušek (* 22. August 1877 in Nymburk; † 30. März 1941 in Moskau) war ein tschechischer Schlosser, sozialistischer Organisator der tschechischen Arbeiterbewegung sowie kommunistisch-bolschewistischer Journalist und Politiker in Räte-Ungarn, der Slowakischen Räterepublik und der Sowjetunion. 
Ab Januar 1919 unterstützte er in Budapest die ungarischen Bolschewisten von Béla Kun und wurde Vorsitzender der gemeinsamen slowakischen und tschechischen Parteisektion innerhalb der ungarischen Partei. Als solcher wirkte er nach der Ausrufung der Ungarischen Räterepublik von 16. Juni 1919 bis zum 7. Juli 1919 als die zentrale politische Figur der Slowakischen Räterepublik.

## Leben

### Werdegang
Janoušek wurde am 22. August 1877 im böhmischen Nymburk als eines von fünf Kindern der Familie eines Schlossers geboren. Von 1883 bis 1888 besuchte er die Volksschule in Nymburk, von 1891 bis 1894 die Realschule und per Abendschule die Handwerksschule in Wien. Bis 1895 betätigte er sich als Schlosser im ungarischen Győr, im schlesischen Ostrava, in Nymburk wie auch in Deutschland.

### Organisator der tschechischen Arbeiterbewegung
In seiner ideologischen Ausrichtung war er ursprünglich Anhänger des „utopischen Sozialismus“, später wandte er sich dem revolutionären Marxismus zu.

### Politische Mitarbeit in Räte-Ungarn
Von 1918 bis 1922 war er Parteimitglied der ungarischen Bolschewisten unter Béla Kun. Ab Januar 1919 wirkte er auf den Wunsch Kuns hin in Budapest bei der Parteizeitung Vörös Ujság mit und erstellte Propagandaplakate in tschechischer Sprache für das Gebiet der neuentstandenen Tschechoslowakischen Republik. Gleichzeitig wurde er zum führenden Organisator der slowakischen und tschechischen Kommunisten in Räte-Ungarn: Bereits im Januar 1919 wurde er zum Vorsitzenden der slowakischen Sektion der Kommunistischen Partei Ungarns ernannt, im April zusätzlich auch der tschechischen Sektion. Darüber hinaus mitbegründete und führte er als Chefredakteur in Budapest auch kommunistische Zeitungen seiner nationalen Sektionen, so im März 1919 die slowakische kommunistische Zeitung Červené noviny („Rote Zeitung“) und im Mai 1919 die tschechische Armáda proletářu („Armee des Proletariats“). Ebenso beteiligte er sich an der militärischen Organisation der slowakischen und tschechischen Kommunisten in Ungarn. So war er Mitorganisator des Internationalen Regiments der ungarischen Roten Armee sowie des slowakischen Regiments der ungarischen Roten Armee.

### Führender Politiker der Slowakischen Räterepublik
Nach der Ausrufung der Ungarischen Räterepublik unter Béla Kun organisierte das neue Regime nationale Untergruppen innerhalb der bolschewistisch ausgerichteten ungarischen kommunistischen Partei. Janoušek wurde dabei zum Vorsitzenden der tschecho-slowakischen Sektion nominiert.
Nach dem Einmarsch ungarischer Truppen in die Slowakei rief Janoušek am 20. Juni 1919 in Prešov die „Slowakische Räterepublik“ aus. Am 7. Juli 1919 wurden jedoch die ungarischen Truppen von den tschechoslowakischen Truppen aus der Tschechoslowakei hinausgedrängt, was das Ende der slowakischen Räterepublik bedeutete. 1920 wurde Janoušek in Ungarn, das zu diesem Zeitpunkt von Miklós Horthy beherrscht wurde, gefangen gehalten und dann den tschechoslowakischen Behörden übergeben. 1922 wanderte er in die Sowjetunion aus, wo er als Funktionär der internationalen Arbeiterhilfe tätig wurde. Zuletzt lebte er in Tscheboksary. Von 1937 bis 1941 war er Direktor einer Teefabrik.
Ab 1923 war Janoušek Mitglied der russischen bolschewistischen Partei.

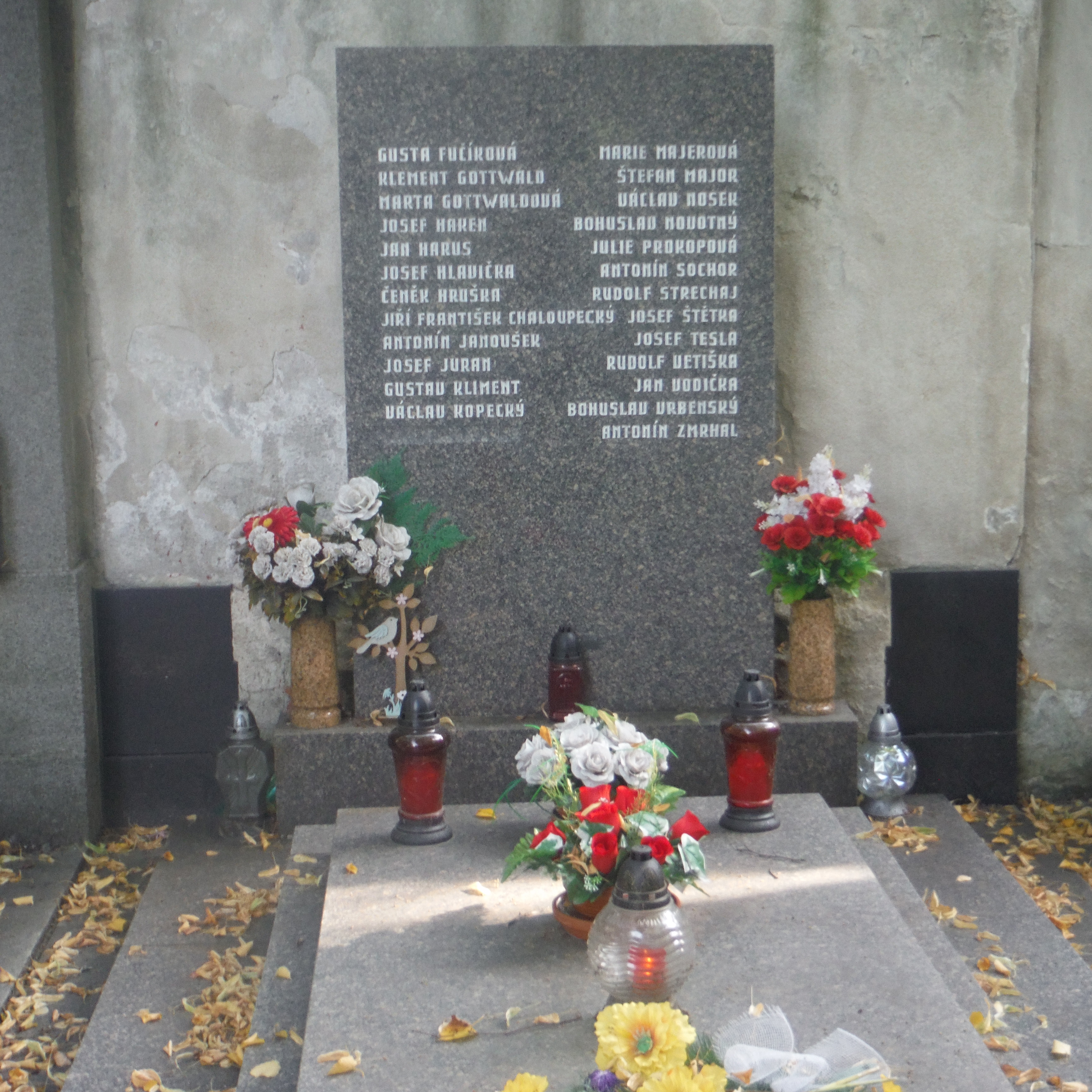
Sammelgrab in den Olšany-Friedhöfen mit den Urnen, welche ursprünglich im Nationaldenkmal am Veitsberg bestattet waren

Janoušek starb am 30. März 1941 in Moskau. Seine Urne fand in den 1950er Jahren ihren Platz neben der Klement Gottwalds im Nationaldenkmal am Veitsberg und wurde dort zusammen mit der Asche weiterer bedeutender tschechoslowakischer Kommunisten bis 1990  aufbewahrt. Nach der Samtenen Revolution wurden die Urnen schließlich aus dem Nationaldenkmal entfernt und in einem Sammelgrab in den Olšany-Friedhöfen bestattet.